# NGC 2812
NGC 2812 je galaksija u zviježđu Raku.

## Vanjske poveznice
- SEDS: NGC 2812